# Chill Out (John Lee Hooker)
Chill Out è un album in studio del cantante statunitense John Lee Hooker, pubblicato nel 1995.

## Tracce
1. Chill Out (Things Gonna Change)
2. Deep Blue Sea
3. Kiddio
4. Medley: Serves Me Right to Suffer / Syndicator
5. One Bourbon, One Scotch, One Beer
6. Tupelo
7. Woman On My Mind
8. Annie Mae
9. Too Young
10. Talkin' the Blues
11. If You've Never Been in Love
12. We'll Meet Again

## Formazione
- John Lee Hooker - chitarra, voce
- Van Morrison - chitarra, voce
- Carlos Santana - chitarra
- Danny Caron - chitarra
- Roy Rogers - chitarra
- Bruce Kaphan - chitarra
- Billy Johnson - chitarra
- Rich Kirch - chitarra
- Chester Thompson - tastiera
- Benny Rietveld - basso
- Ruth Davies - basso
- Mac Cridlin - basso
- Jim Guyett - basso
- Raoul Rekow - congas
- Karl Perazzo - timpani
- Gaylord Birch - batteria
- Bowen Brown - batteria
- Scott Mathews - batteria
- Charles Brown - piano
- John Sanders - piano
- Booker T. Jones - organo
- Melvyn "Deacon" Jones - organo